# 電子工作の歴史
この項では、アマチュア分野の電子工作の歴史（History of hobby electronics in Japan）について記述する。

## 主な年表

### 戦前
1920年頃、亜酸化銅整流器、セレン整流器、セレン光電池などの電子部品が実用化された。
1921年、アマチュア無線家により、短波の長距離伝播の性質が発見された。
1923年、無線通信の可能性を試す研究が個人により始まった。これがアマチュア無線の元祖であると言われている。
1924年の5月、雑誌『無線と実験』（後に誠文堂（誠文堂新光社の前身）に吸収）が創刊された。また、9月には、雑誌『子供の科学』（子供の科学社、後に誠文堂に吸収）が創刊された。
1925年、日本でラジオ放送が開始。
1925年11月1日、雑誌『ラヂオの日本』（日本ラヂオ協會）創刊。
1926年の6月、日本アマチュア無線連盟が結成。
1930年 (昭和5年）に雑誌『科学と模型』（朝日屋）が創刊され、鉱石ラジオの工作が紹介された。
1933年 (昭和8年）には雑誌『電波科学』（日本放送出版協会）が創刊された。
1936年には、宮田繁太郎がメタリコンを用いたラジオ配線の特許を取得し、これがプリント配電板の始まりとなった。

### 1940年代
1941年12月8日、大日本帝国海軍がアメリカ海軍の基地である真珠湾を攻撃したことにより太平洋戦争が勃発。正午頃、アマチュア無線が禁止になる。（逓信省官吏がアマチュア無線家の自宅へ訪問、無線設備を封印して回った）
1945年8月15日、大日本帝国がポツダム宣言受諾声明である玉音放送を放送し、終戦を迎えた。1946年9月、『CQ ham radio』を日本アマチュア無線連盟が機関誌として創刊。
1947年4月、雑誌『ラジオ技術』が科学社より創刊された。（なお、1954年6月からラジオ技術社、現在はアイエー出版より刊行される）
1948年7月、雑誌『初歩のラジオ』（誠文堂新光社）が創刊された。

### 1950年代
1951年、米国のウェスタン・エレクトリック社がトランジスタの商業生産を開始。
1952年7月29日、日本でアマチュア無線が再開される。第二次大戦中から戦後にかけて無線の使用が禁止されていたが、この日再開された（アマチュア無線の日）。その後、次第にアマチュア無線の使用が活発になり無線局数を増やした。
1953年、『科学と模型』休刊。
1954年5月、『CQ ham radio』が日本アマチュア無線連盟からCQ出版に譲渡され月刊雑誌となる。米国のテキサス・インスツルメンツ社がシリコントランジスタを開発（世界初のトランジスタラジオ）。
1955年1月、雑誌『ラジオの製作』（電波新聞社）が創刊された。同年、雑誌『模型とラジオ』（科学教材社）が創刊された。この頃、米国で実用的なシリコン太陽電池が開発される。
1958年、米国のジェネラル・エレクトリック社によりシリコン制御整流器の商業生産が始まる。
1959年、この頃、米国でメサ・トランジスタによる集積回路が開発された。

### 1960年代
1960年代、FMモノラル放送の本放送がはじまる。
1962年、この頃迄に、抵抗器のカラーコードの語呂合わせによる記憶法が創案される。
1963年、FM東海が、FMステレオ放送の実験を開始。
1964年10月、雑誌『トランジスタ技術』（CQ出版）が創刊された。同年、NHK-FM、全国に「地域放送局」を開局させ、FMステレオの本放送を開始。
1965年、マイキット（学習研究社、2009年より学研ホールディングス）発売開始。電子ブロック（電子ブロック機器製造）発売開始。『みんなの科学』（NHK教育）放映開始（同タイトルの番組としては三代目）。同番組の「たのしい実験室」で雑誌『電波科学』とも連動した電子工作を扱うことがあった。

### 1970年代
1970年代 - アマチュア無線がブームになったと記録されている。
1970年4月26日 - FM東海が民間放送局「エフエム東京」に。
1971年、ラックスキット社設立。音響機器の組立キットを供給する。(1971-1980)同年、差し込み式、ハンダ付け不要のブレッドボードの特許が申請される。
1972年、学習研究社と電子ブロック機器製造が業務提携。

1973年頃、BCLブームにより各社より受信機、ラジカセの発売ラッシュとなる。『初歩のラジオ』等雑誌に製作記事も多く「ラジオ少年」が多く出た。
1974年頃、CB無線が流行するが違法局も多くTVI等により摘発が相次いだ。また、アマチュア無線への乗換組が多くなり、中学高校の無線部が相次いでできた。自作の受信機や無線機等が競って作られ、一部の中学で技術(男子のみ)にてラジオキットの製作も指導された。ケンクラフト（TRIO、旧春日無線で現ケンウッドのキットブランド）からSSBトランシーバーQS500等のキットが出た。
1975年1月、アマチュア無線家の大久保忠（JH1FCZ）が個人雑誌『THE Fancy Crazy Zippy』（原則として月刊）を創刊。ヘンテナなどの記事を掲載。同年、日本のアマチュア無線局数がアメリカを抜いて世界一になった。
1970年代後半、Nゲージ鉄道模型が日本で広まり始める。レイアウトとよばれる鉄道風景のジオラマの製作や、車両運行のためのエレクトロニクス工作が行われ始めた。また、電子楽器関連の記事が増加する。ミュージックシンセサイザーや電気楽器用のエフェクターなどの製作を扱う記事が、電子工作系の雑誌のみならず音楽雑誌などでも掲載されるようになった。オーディオ機器の製作がされた。『子供の科学』では、シングルトーン式ラジコン送受信機の製作記事が連載された。マイコン雑誌が現れ、後にパソコン雑誌へとつながる。
1976年、AY-3-8500-1やMPS7600等を用いた家庭用テレビゲームのキットや完成品が発売される。電子ブロックEX（学習研究社）発売。大久保忠、有限会社FCZ研究所設立。寺子屋シリーズキットを開発・販売する。同年7月、雑誌『ロッキンf』（立東社）創刊。毎月エフェクターや音響機器の自作記事が掲載された。同年8月、TK-80（日本電気）発売。同年12月、雑誌『I/O』（工学社）創刊。
1977年6月、雑誌『月刊アスキー』（アスキー）創刊。同年10月、雑誌『月刊マイコン』（電波新聞社）創刊。
1978年2月、雑誌『RAM』（廣済堂）創刊。同年8月、CQ ham radio 別冊『CQジュニア』（CQ出版）創刊。

### 1980年代
1980年代は、パソコンの黎明時代。8ビットパソコンの全盛時代となった。初期のパソコンは現在のようなアプリケーションがなく、プログラムを作ることが中心だった。マイコンの分野はハードウェアの工作からプログラムの作成へと比重が移った。また、MIDI規格の制定により、リットーミュージック社の書籍などでMIDIインターフェースの製作記事などが登場する（シンセサイザーを用いた電子音楽自体は、遡る事2年前の1978年に、イエロー・マジック・オーケストラがムーブメントを起こしていた）。トランジスタ技術誌によるCP/Mマイコンの製作記事及び単行本化。
1980年6月、雑誌『ラジオライフ』（三才ブックス）創刊。
1982年、『CQジュニア』No.8をもって休刊。
1980年代後半にはデジタルオーディオ関連の製作記事の登場。CDの登場にともなって規格化されたデジタルオーディオインターフェースが制定されたことから、これらを扱う製作記事がエレクトロニクスライフ誌、トランジスタ技術誌などで発表された。マイコンを使った電子工作キット。
1984年5月、『無線と実験』が『MJ無線と実験』に改題。同年6月、『模型とラジオ』休刊。同年9月、『RAM』休刊。
1985年1月、『初歩のラジオ』が『SR初歩のラジオ』に改題。同年4月、『電波科学』が『エレクトロニクスライフ』に改題。
1986年、電子ブロックの全シリーズが生産終了。
1987年10月、雑誌『アクションバンド』（マガジンランド）創刊。

### 1990年代
1990年代、ロボコンの開始に伴うロボット工作の一般化
1991年4月、『SR初歩のラジオ』が『SRハムガイド』に再改題。
1992年5月、『SRハムガイド』休刊。
1990年代後半は、パソコンの自作が活発になる。部品の規格化が進み、部品の流通も活発になったことでパソコンの自作が容易になった。CPUを限界性能まで動かすオーバークロックが流行った。また、インターネットの普及により個人がウェブサイトで電子工作のノウハウを開示し始める。サイトや後にブログなどで電子工作のノウハウを開示する例が増加し、掲示板の設置によってコミュニティが形成される。ここから発展して部品の共同購入、キットの配布などを個人ベースでおこなうケースが増加した。そして、FlashROM内蔵型ワンチップマイコンの普及。H8、PIC、AVRなどのワンチップマイコンの登場により劇的に開発コストが下がったことから製作記事が増加する。
1995年4月、『月刊マイコン』休刊。
1996年4月、『エレクトロニクスライフ』が『パソコンライフ』に再改題。
1997年3月、『パソコンライフ』休刊。
1998年12月、雑誌『ロボコンマガジン』（オーム社）創刊。
1999年4月、『ラジオの製作』月刊誌として終了。年3回ムック化を予定。同年7月、ムック『ラジオの製作SPECIAL』発行。以後続刊せず。

### 2000年代
2000年代は、二足歩行ロボット工作の一般化。既存の旋盤、フライス盤などにサーボモーターと制御基板を追加してCNC化する試みの流行。
2000年5月、雑誌『オーディオクラフトマガジン』（誠文堂新光社）創刊。
2001年1月、『THE Fancy Crazy Zippy』No.300をもって休刊。同年に『オーディオクラフトマガジン』休刊。そして『ロッキンf』立東社倒産により休刊。
2002年、復刻版電子ブロックEX（学習研究社）発売。また、ムック『おとなの工作読本』（誠文堂新光社）創刊。そして、『ロッキンf』晋遊舎より復刊。
2003年4月、ムック『大人の科学マガジン』（学習研究社）創刊。
2004年1月、FCZ研究所がキット開発と販売を中止。既存キットの販売は大阪のクラブ、キャリブレーションに委託。また、ウェブマガジン『CirQ』（原則として隔月刊）創刊。
2005年、『ロッキンf』アポロ・コミュニケーションに移動。同年10月、『アクションバンド』No.217をもって休刊。
2006年、アポロ・コミュニケーション倒産。
2007年1月、雑誌『エレキジャック』（CQ出版）創刊。同年10月、有限会社FCZ研究所解散。FCZ研究所は大久保忠の個人活動に移行。また、『ロッキンf』がジャックアップに移動、『WE ROCK』に改題。
2008年7月、ムック『電子工作マガジン』（電波新聞社）創刊。内容構成は『ラジオの製作』のそれを継承。
2020年7月、FCZ研究所主宰、大久保忠が死去。

### 関連雑誌
- アクションバンド
- エレクトロニクスライフ
- マイコンマガジン
- ラジオ技術
- ラジオの製作
- ラジオライフ
- ロボコンマガジン
- 子供の科学
- 初歩のラジオ
- 電子展望
- 模型とラジオ
- RAM